# Agrias pitardi
Agrias pitardi är en fjärilsart som beskrevs av Le Moult 1925. Agrias pitardi ingår i släktet Agrias och familjen praktfjärilar. Inga underarter finns listade i Catalogue of Life.